# Hélder Cristóvão
Hélder Marino Rodrigues Cristóvão (Luanda, Angola, 21 de marzo de 1971) es un exfutbolista portugués y entrenador de fútbol. Hélder ha representado a su selección nacional, Portugal, así como a varios clubes de España, Inglaterra, Francia, Grecia y Portugal.
Helder también ha hecho varias apariciones como comentarista deportivo.

## Carrera como jugador

### Clubes
- Durante 1989-1992, Hélder jugó para el Grupo Desportivo Estoril Praia bajo las órdenes del entrenador Fernando Santos (actual entrenador de la selección de Portugal). Mientras estuvo en Estoril, Hélder hizo un total de 55 apariciones y marcó 3 goles.
- Durante 1992-1996, Hélder  jugó en el club portugués Benfica, donde fue entrenado por Tomislav Ivić y Artur Jorge. Hizo un total de  182 apariciones y marcó 14 goles.
- Durante 1996-1999, el talento de Hélder fue percibido por John Benjamin Toshack, entrenador del español Real Club Deportivo de la Coruña español. Aquí, Hélder hizo un total de 38 apariciones y marcó 1 gol.
- Durante 1999-2000, Hélder sufrió una grave lesión de rodilla y fue cedido al Newcastle de la Premier League, donde fue entrenado por Sir Bobby Robson y jugó junto al capitán de Inglaterra Alan Shearer. Aunque sólo estuvo una temporada, Hélder todavía es recordado por marcar un gol contra el equipo rival Sunderland AFC en el Tyne-and-Wear Derby.
- Durante 2000-2002, Hélder volvió al Deportivo de la Coruña bajo las órdenes del entrenador Javier Irureta, donde hizo un total de 36 apariciones.
- Durante 2002-2004, Hélder volvió al Benfica, con el entrenador José Antonio Camacho, donde realizó 48 apariciones.
- Durante 2004-2005, fue la penúltima temporada como jugador, firmó por el equipo francés  Paris Saint Germain con el entrenador Vahid Halilhodžić, donde realizó 17 apariciones y marcó 1 gol.
- Durante 2005-2006, fue el último año de Hélder como jugador, firmó por el griego Larissa griego, con el entrenador Giorgos Donis donde hizo un total de 9 apariciones.

### Internacional
- Hélder comenzó su carrera internacional representado a Portugal U21s, con un total de 21 apariciones y ganando el Torneo Maurice Revello de 1992 donde fue nombrado jugador revelación del torneo.
- Hélder pasó a formar parte de la Selección de fútbol de Portugal donde realizó un total de 35 apariciones internacionales, incluyendo la representación de su país en la Eurocopa 1996.

## Carrera como entrenador
- Hélder comenzó su carrera como entrenador en 2009, donde fue entrenador del Grupo Desportivo Estoril Praia portugués.
- Durante 2010-2011, Hélder fue segundo entrenador del Portimonense Sporting Clube portugués.
- Durante 2013-2018, Hélder volvió al Benfica como entrenador del Benfica B. Allí Hélder fue fundamental en los grandes éxitos del club.
- Durante 2018-2019, Hélder, junto con un cuerpo técnico de 5 entrenadores y especialistas, fue a la Liga Profesional Saudí como director deportivo de la academia y entrenador del Al-Nassr.
- Hélder ganó la liga sub-21, derrotando a su eterno rival Al-Hilal, el cual normalmente estaba acostumbrado a dominar esta liga. Además de la consecución del título de liga sub-21, Hélder también jugó un papel muy importante como entrenador al entrenar el Primer Equipo para convertirse en campeón de la Liga Profesional Saudí.
- Después su actuación del primer equipo durante el derbi de la primera vuelta de la temporada, Hélder fue galardonado con el Coach of the Week’' por la Federación de Fútbol de Arabia Saudita.
- Fue contratado  por el club  Ettifaq saudí para ayudarles en sus últimos partidos de la temporada. El Ettifaq evitó el descenso de categoría y se mantuvieron en la Saudi Professional League.

## Títulos

### Benfica
- Primeira Liga: 1993–94
- Taça de Portugal: 1992–93, 1995–96, 2003–04

### Deportivo de la Coruña
- Copa del Rey: 2001–02
- Supercopa de España: 2000

### Al-Nassr
Saudi Professional League: 2018-2019
Saudi League sub-21: 2018-2019